# Toni Frenguelli
Toni Frenguelli (Roma, 1894 – ...) è stato un direttore della fotografia italiano.
Firmando talvolta i suoi lavori come: Tony Frenguelli, Antonio Frenguelli, Alfonso Frenguelli.

## Biografia
Frenguelli iniziò a lavorare come tecnico di ripresa per la casa cinematografica Cines. Nel 1925 è stato direttore della fotografia in Germania poi in Italia dal 1943 per alcuni film dei registi Riccardo Freda e Max Calandri.

## Filmografia

### Direttore della fotografia
- Das Parfüm der Mrs. Worrington, regia di Franz Seitz (1925)
- Der Farmer aus Texas, regia di Joe May (1925)
- ...und es lockt ein Ruf aus sündiger Welt, regia di Carl Boese (1925)
- Verborgene Gluten, regia di Einar Bruun (1925)
- Die letzte Droschke von Berlin, regia di Carl Boese (1926)
- Le navire aveugle, regia di Giuseppe Guarino (1927)
- La primadonna, regia di Ivo Perilli (1943)
- Il ventesimo duca, regia di Lucio De Caro (1945)
- Tutta la città canta, regia di Riccardo Freda (1945)
- Non canto più, regia di Riccardo Freda (1945)
- L'invasore, regia di Nino Giannini (1949)
- La vendetta di Aquila Nera, regia di Riccardo Freda (1951)
- Passione, regia di Max Calandri (1953)
- Trieste cantico d'amore, regia di Max Calandri (1954)

### Regista
- Chinatown Nights (1937)
- The Awakening (1938)
- Trepidazione (1946)

### Regista e sceneggiatore
- L'arcidiavolo (1940)